# Ignatie Trif
Ignatie Trif, pe numele de mirean Ilie Trif, (n. 7 iulie 1976, Bilbor, Harghita, România) este un ierarh ortodox român, episcop al Hușilor. Până în data de 03.10.2017 a fost arhiereu vicar al Episcopiei ortodoxe române a Spaniei și Portugaliei, ulterior fiind ales episcop titular Episcopiei Hușilor.

## Biografia
Născut la 7 iulie 1976, în Bilbor, jud. Harghita, fiul lui Gheorghe și al Anei, Preasfințitul Ignatie a absolvit Școala Generală în comuna natală, Bilbor, jud. Harghita în anul 1991. A urmat cursurile Colegiului „Mihai Eminescu” din Toplița, jud. Harghita (1991-1992), ale Seminarului Teologic Ortodox „Mitropolit Simion Ștefan” Alba Iulia (1992-1997) și ale Facultății de Teologie Ortodoxă din Alba Iulia (1997-2001). După un stagiu de cercetare bibliografică la mănăstirea benedictină En Calcat, Franța (1998), și-a continuat formarea profesională la cursurile de Master organizate la Facultatea de Teologie Ortodoxă din Alba Iulia (2003-2005), pe care le-a încheiat cu disertația: Teologia persoanei în gândirea părintelui Dumitru Stăniloae. O incursiune în teologia patristică și contemporană (Alba Iulia, 2005). A fost admis la cursurile doctorale de la Facultatea de Teologie „Andrei Șaguna”, Sibiu, specializarea Patrologie și Literatură Postpatristică, sub îndrumarea științifică a arhid. prof. univ. dr. Constantin Voicu (2001-2007). Studiile doctorale au fost continuate la Facultatea de Teologie „Patriarhul Justinian” din cadrul Universității București, sub îndrumarea științifică a diac. prof. univ. dr. Ioan Caraza (2007-2011), sub a cărui conducere magistrală a întocmit și susținut teza de doctorat: Sfântul Grigorie Palama și doctrina despre energiile necreate (București, 2011). Preasfinția sa este în prezent și doctorand al Facultății de Teologie Ortodoxă din cadrul Universității „Ethniko Kapodistriako”, Atena, pregătind o teză de doctorat cu tema Contribuția teologilor români contemporani la dialogul teologic intercreștin, sub îndrumarea științifică a arhim. prof. univ. dr. Nikolaos Ioannidis și a mitropolitului prof. univ. dr. Hrisostomos Savvatos.
A fost hirotonit diacon și preot în anul 2001 și tuns în monahism în 2008, pe seama Mănăstirii Sfânta Treime din Alba Iulia (Catedrala arhiepiscopală), la inițiativa arhiepiscopului Andrei Andreicuț. În același an a fost ridicat la rangul de protosinghel, iar în 2011 la cel de arhimandrit. Relația caldă și eficientă, din punct vedere pastoral, cu credincioșii catedralei și mai cu seamă cu studenții din mediul universitar albaiulian l-au recomandat ca prietenul și duhovnicul tinerilor. Poate tocmai din acest motiv prima sa lucrare editată a fost una despre tineri (Paradoxul creștin și cartea tinereții, Alba Iulia, Edit. Reîntregirea, 2008).
În data de 24 octombrie 2011 a fost ales în ședința Sfântului Sinod al Bisericii Ortodoxe, arhiereu-vicar al Episcopiei Ortodoxe Române a Spaniei și Portugaliei, cu titulatura Mureșanul. Hirotonia întru arhiereu a avut loc în data de 11 decembrie 2011, Catedrala Mitropolitană „Sfinții Arhangheli Mihail, Gavriil și Rafail”, Paris, Franța.
În data de 5 octombrie 2017 a fost ales cu majoritate de voturi (39 din 48 de voturi liber exprimate, unul fiind nul) de voturi episcop titular la Episcopia Hușilor de către Sfântul Sinod al Bisericii Ortodoxe Române.
De-a lungul timpului a fost: redactor reponsabil al oficiosului Arhiepiscopiei Ortodoxe de Alba Iulia, „Credința străbună” (1998-2003); membru în comitetul de conducere al Asociației Tinerilor Ortodocși din Balcani (B.O.Y.A.), ca reprezentant al asociațiilor ortodoxe de tineret din România (1998-2002). În cariera didactică a fost: asistent asociat la catedra de Formare duhovnicească (2002-2003); asistent titular (2004-2008) la catedra Patrologie și Literatură Postpatristică; lector titular la catedra Patrologie și Literatură Postpatristică și Limba Elină (2008-2011) din cadrul Facultății de Teologie Ortodoxă, Alba Iulia. Recalibrează viziunea și practica pedagogic-universitară prin inserții personale și calde în calitate de profesor și prieten nedisimulat al Patristicii și al studenților din Facultatea de Teologie din Alba Iulia.
Studiile publicate și cercetările întreprinse de Preasfinția Sa îl recomandă ca pasionat al Teologiei patristice a secolului al XIV-lea, Teologiei persoanei – antecedente patristice și reverberații contemporane, Raportului dintre Teologie și Filosofie în lumea răsăriteană, Tradiției isihastă în variantă bizantină și românească.
Este membru în Colegiul de redacție al revistei „Altarul Reîntregirii”, publicația oficială a Facultății de Teologie din Alba Iulia; membru în comitetul de redacție al revistei „Tabor”, Revista de Cultură și Spiritualitate a Mitropoliei Clujului, Albei, Crișanei și Maramureșului, revista „Altarul Reîntregirii”, precum și membru în echipa redacțională a postului de radio „Reîntregirea”.
Activitatea științifică subsumează: o carte, o traducere, 13 studii științifice, 3 conferințe internaționale și naționale, 8 conferințe duhovnicești (în țară sau străinătate – Londra, Oxford și Madrid, Paris), 30 articole de popularizare („Credința străbună”, „Lumina”, „Dilema Veche”, „Astra blăjeană”, „Unirea”, „Informația de Alba”), traduceri și peste 100 emisiuni, interviuri, reportaje Radio/TV (Radio Reîntregirea, Radio Trinitas, Radio România Actualități, Radio Renașterea, TV Trinitas).

### Episcop al Hușilor
Întronizat în funcția de episcop al Hușilor la 22 octombrie 2017, PS Ignatie a vândut bolidul de lux care a aparținut lui Corneliu Onilă. În plus, noul episcop a anunțat că palatul episcopal nou construit în care a locuit Corneliu Onilă urmează să fie transformat într-o mănăstire. 

## Legături externe
- http://www.mitropolia.eu/ro/site/266/